# Argento Soma
Argento Sōma (japanisch アルジェントソーマ) ist eine Anime-Fernsehserie aus dem Jahr 2000, die auch als Manga umgesetzt wurde.
Das Werk handelt von der Verteidigung der Erde gegen Außerirdische mittels eines künstlichen metallischen Lebewesens. Es lässt sich in die Genre Drama, Mecha und Science-Fiction einordnen.

## Handlung
Die Menschheit wird von metallenen Außerirdischen angegriffen. Um eine Waffe gegen diese zu entwickeln, wollen Dr. Noguchi und seine Assistentin Maki Agata ein metallenes Wesen beleben. Dafür stellen sie Takuto Kaneshiro an, der an der Universität mit Maki zusammen war und sich in Metallurgie auskennt. Doch beim Beleben des metallischen Wesens, das Noguchi Frank genannt hat, stürmen unbekannte Soldaten das Labor, wodurch Frank plötzlich zum Leben erwacht und Maki und Dr. Noguchi durch eine Explosion sterben.
Takuto, der überlebt hat, macht Frank für den Tod der beiden verantwortlich und will sich rächen. Er tritt nach seiner Genesung als Ryu Soma der Organisation FUNERAL bei, die gegen die Außerirdischen kämpft. Als diese Frank wieder einfängt, stellt sich dieser als stärkste Waffe gegen die Angreifer heraus, die geschützt werden muss. Die einzige, die direkt mit Frank sprechen kann, ist das Mädchen Hattie, das Maki ähnelt.

## Produktion und Veröffentlichung
Das Studio Sunrise produzierte im Jahr 2000 unter der Regie von Kazuyoshi Katayama die Serie mit 25 Folgen. Das Charakterdesign stammt von Shukou Murase und die künstlerische Leitung übernahm Masaru Ohta. Die Serie wurde vom 6. Oktober 2000 bis zum 22. März 2001 durch den japanischen Fernsehsender TV Tokyo ausgestrahlt. 2002 entstand eine 26. Episode, die in Form einer OVA veröffentlicht wurde.
Die Serie wurde ins Englische und Holländische übersetzt und auf Französisch von den Sendern AB 1 und Mangas ausgestrahlt.

### Synchronisation
| Rolle                      | Japanischer Sprecher (Seiyū) |
| -------------------------- | ---------------------------- |
| Takuto Kaneshiro/Ryu Soma  | Sōichirō Hoshi               |
| Harriet Hattie Bartholomew | Hōko Kuwashima               |
| Frank                      | Yūji Takada                  |
| Michael Heartland          | Jōji Nakata                  |
| Guinevere Green            | Kikuko Inoue                 |
| Dan Simmonds               | Takehito Koyasu              |

### Musik
Die Musik der Serie wurde von Katsuhisa Hattori komponiert. Der Vorspanntitel Silent Wind stammt von Eri Sugai, als Abspannlied verwendete man Horizon von Sphere.

## Manga
Der Manga wurde von Mikami Akitsu gezeichnet und erzählt die Handlung der Fernsehserie stark gekürzt nach. Der einbändige Comic ist im September 2003 auf Deutsch bei Planet Manga erschienen.

## Rezeption
Laut der Fachzeitschrift MangaZone ist Argento Soma eine sehenswerte Serie mit einer Handlung voller Mysterien.